# Johann Heinrich Kannegießer

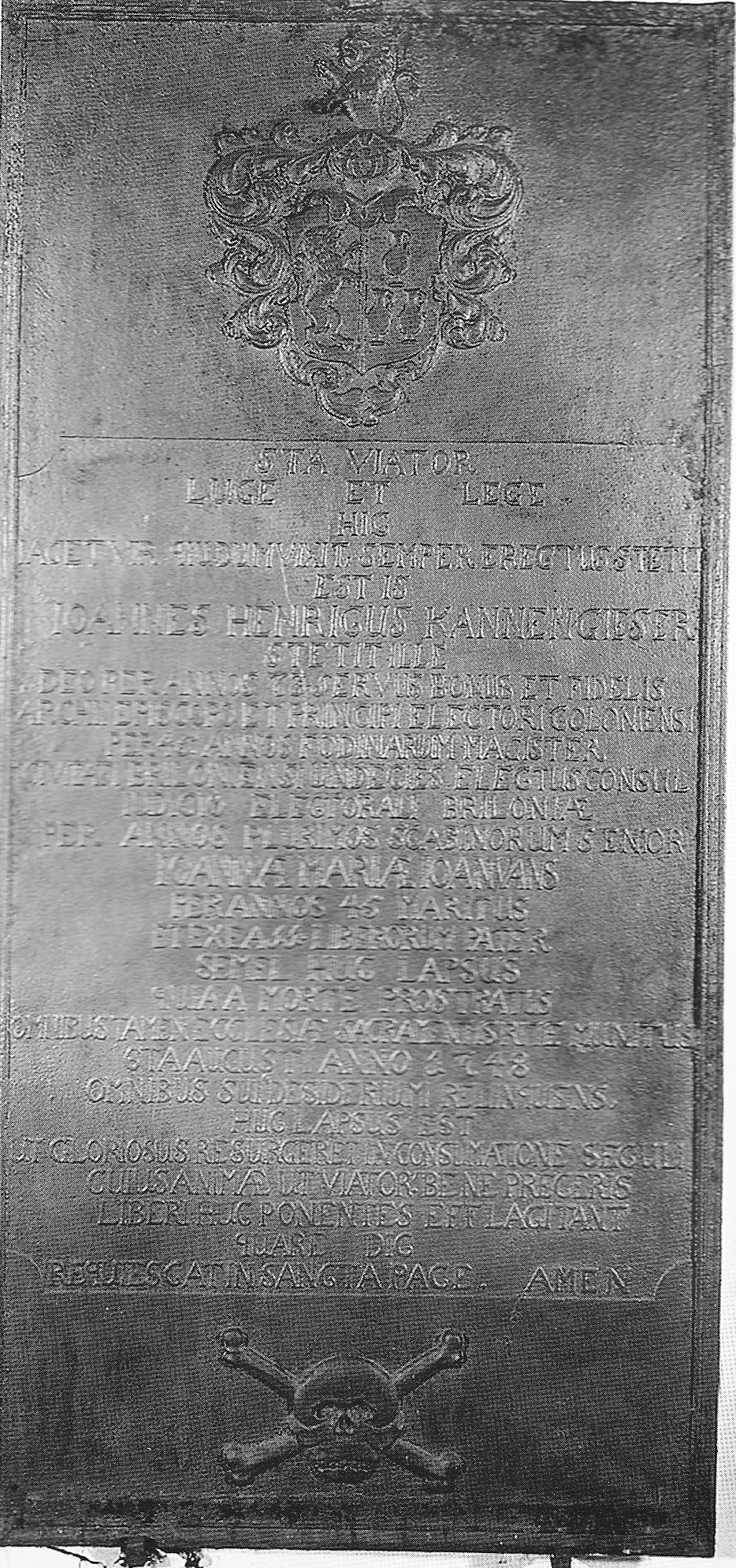
Grabplatte des Johann Heinrich Kannegießer

Johann Heinrich Kannegießer (* 16. September 1677 in Brilon; † 6. August 1748 ebenda) war Bergmeister des Bergamts des Herzogtums Westfalen, Gewerke und Bürgermeister der Stadt Brilon.

## Leben
Kannegießer war der älteste Sohn des Jodokus Kannegießer und dessen Frau Gertrud Wichartz. Der Vater starb, als er 17 Jahre alt war. Somit fiel ihm die Aufgabe zu, für seine fünf Geschwister zu sorgen. Er heiratete am 5. Oktober 1705 in Altenbüren die Johanna Maria Joanvars aus Schmallenberg. Das Paar hatte neun eigene Kinder und zwei Kinder aus der ersten Ehe der Frau.
Schon einige Jahre später hatte er in Brilon eine führende Stellung. Er war Leiter des Briloner Bergamtes, Kämmerer und Schöffe und selbstständiger Unternehmer. Das Hammerjournal für 1675–1679 ist erhalten.
Sein Aufstieg war nur möglich, da er reiche und einflussreiche Vorfahren mütterlicherseits hatte. Seine Mutter stammte aus der vermögenden Kaufmanns- und Eisengewerkefamilie Wichartz. Seine Großväter Heinrich Wichartz und Johann Koch gehörten zu den vier reichsten Bürgern Brilons.
In den Jahren 1714 bis 1746 wurde er insgesamt 12-mal in das Amt des Briloner Bürgermeisters gewählt. Erwähnt wurde er in dieser Funktion in den Jahren 1714, 1719, 1724, 1729, 1732, 1736, 1741 sowie 1746 in verschiedenen Urkunden.
Aus dem Jahre 1729 ist folgender Eintrag Kannegießers in sein Hütten- und Hammerbuch erhalten: Und habe 14 thiet ofens giessen lassen, dieser Eintrag bezieht sich auf das Gewerk Bontkirchener Hütte. Hier ließ er erfolgreich Öfen gießen. Weitere Hüttenanteile hatte er an der Olsberger Hütte, die aber nicht für den Ofenguss genutzt wurde. Auch war er an der Hoppecker Hütte, der Bontkirchener Hütte und der Cumiker Hütte beteiligt. Beteiligungen an Eisengruben sind nachgewiesen. Das gewonnene Roheisen ließ er in eigenen Hammerwerken weiter verarbeiten.

### Grabplatte
Im Turm der Propsteikirche St. Petrus und Andreas in Brilon ist eine gusseiserne Grabplatte für Kannegießer erhalten, sie enthält einige Daten aus seinem Leben: Bleib stehen Wanderer schau und lies! Hier liegt ein Mann, der zu seinen Lebzeiten immer aufrecht stand, nämlich Joannes Henricus Kannegießer. Er stand zu Gott 73 Jahre lang als guter und getreuer Christ. Dem Erzbischof und Kurfürsten von Köln diente er 45 Jahre hindurch als Bergmeister, der Stadt Brilon elfmal als erwählter Bürgermeister. Am kurfürstliche Gericht zu Brilon wirkte er viele Jahre hindurch als Vorsitzender der Schöffen mit. Der Johanna Maria Johanvars war er 45 Jahre hindurch Ehegemal und durch sie Vater von elf Kindern. Mit einem Mal ist er dahingefallen, weil vom Tode dahingestreckt, aber noch mit allen Sakramenten der Kirche, nach Brauch gestärkt, am 6. August des Jahres 1748. Von allen schmerzlich vermißt liegt er nun hier, damit er glorreicher wieder  auferstehe nach Vollendung der Zeiten. Daß Du Wanderer, für seine Seele andächtig betest, darum bitten Dich seine Kinder, die dieses Denkmal gesetzt haben. Also sprich: Er ruhe in heiligem Frieden! Amen!